# Bissa
Bissa – grupa etniczna z rodziny ludów Mande, zamieszkująca na terenach Burkina Faso, Ghany, Wybrzeża Kości Słoniowej i w mniejszej liczbie w Togo. Posługują się językiem bissa z grupy mande. Ich populację szacuje się na blisko 1 milion. 
Bissa żyją głównie z uprawy prosa, kukurydzy, ryżu i orzeszków ziemnych. Sprzedają bawełnę i warzywa.